# Grions
Grions es una localidad española del municipio de San Felíu de Buxalleu, perteneciente a la provincia de Gerona, en la comunidad autónoma de Cataluña.

## Historia
Hacia mediados del siglo XIX, el lugar, ya por entonces perteneciente a San Felíu de Buxalleu, tenía contabilizada una población de 62 habitantes. Aparece descrito en el octavo volumen del Diccionario geográfico-estadístico-histórico de España y sus posesiones de Ultramar de Pascual Madoz con las siguientes palabras:

GRIONS: ald. en la prov. y dióc. de Gerona (7 leg), part. jud. de Sta. Coloma de Farnés (3), aud. terr., c. g. de Barcelona (10), ayunt. de San Feliú de Buxalem (1/2): sit. parte en llano; y parte en terreno montuoso, con buena ventilacion, y clima templado y sano; las enfermedades comunes, son fiebres intermitentes. Entre las casas diseminadas que componen la pobl. se ve una antiquisima perteneciente al Excmo. Señor Duque de Hijar; hay una igl. parr. (San Gabriel) servida por un cura de ingreso, y el cementerio se halla en paraje ventilado. Confina el térm. N. San Feliú de Buxalen; E. Masanés y Hostalrich; S. este último, y O. Gaserans. El terreno cultivable es de mediana calidad generalmente; y la parte inculta y montuosa, contiene bosques, arbolado de alcornoques, encinas, robles y pinos; le fertilizan dos arroyuelos nombrados Rianost y Ribolta, que nacen en el térm.; y le cruzan varios caminos locales. El correo lo reciben los interesados en Hostairich. prod.: trigo, maiz, legumbres, vino, patatas y altramuses; cria ganado vacuno y caza de conejos y perdices. pobl.: 13 vec., 62 alm. cap. prod.: 1.246,400. imp.: 31,160.
(Madoz, 1847, p. 596)

En 2023, la entidad singular de población tenía empadronados 236 habitantes y el núcleo de población, dos.